# Palladium Reeks
De Palladium Reeks is een boekenreeks die werd uitgegeven door de uitgeverijen W. de Haan Zeist, Van Loghum Slaterus, Arnhem en de N.V. Standaard-Boekhandel in Antwerpen.
Deze serie, in een paperbackuitvoering, verscheen van 1962 tot 1969 en behandelde allerlei onderwerpen uit wetenschap en cultuur. Er verscheen ook een Palladium-reeks (zie daar) in een serie van 21 bibliofiele boeken uitgegeven door Hijman, Stenfert Kroese & Van der Zande in Arnhem. De uitgeverij werd opgericht in 1919, en al in 1920 werd er met de Palladium-reeks begonnen. De teksten werden aangeleverd door de letterkundigen J. Greshoff en Jan van Nijlen; de tekstbezorging en typografie waren van de jeugdige J. van Krimpen, die zo voortborduurde op vijf eerder (1917-1920) uitgaven door hem privé uitgegeven boekjes.
- I.M. vander Vlerk e.a.	 -  Geheimschrift der aarde
- W. Banning e.a. - 	Europese geest
- George Gamow - 	Biografie van de fysika
- W. Brede Kristensen - 	Symbool en werkelijkheid
- Anne Berendsen - 	Antiek in Nederland
- Herbert Wendt - 	Op zoek naar de eerste mens
- Th.C. Vriezen - 	De godsdienst van Israël
- William James - 	Varianten van een religieuze beweging
- P. Geyl - 	Oranje en Stuart 1641-1672
- Ivar Lissner - 	Raadselachtige culturen
- Alan Watts - 	Zen Boeddhisme
- Z.R. Dittrich - 	Het verleden van Oost-Europa
- H. Wagenvoort e.a.  - 	De letterkunde der klassieken
- J. Soetendorp - 	Ontmoetingen in ballingschap I
- J. Lanjouw e.a. - 	Uit de plantenwereld
- M.A. Beek -  	De geschiedenis van Israël
- Amaury de Riencourt - 	De geest van China
- B. de Goede - 	Aan de hand van de grondwet
- H.E. van Gelder e.a. - 	Aardewerk en porselein
- E.H. ter Kuile - 	De bouwkunst van Hellas tot heden
- P. Geyl -  	Napoleon
- G. Barraclough - 	Kenmerken van eigentijdse geschiedenis
- A. Berendsen - 	Kunstschatten van Spanje
- B. Grant - 	Indonesië
- J. Hemelrijk - 	Er is een weg naar de vrijheid
- J. Soetendorp - 	Ontmoetingen in ballingschap II
- J. Soetendorp - 	Symboliek der joodse religie
- Frithjof van Thienen - Acht eeuwen kostuum
- W. & J. Mc Cord - 	De criminele psychopaat
- L.C. Biegel - 	Het Midden-Oosten
- J.A. Schumpete - 	Kapitalisme, socialisme en democratie
- J.G. Kemeny - 	Een wijsgerige visie op de wetenschap
- F.L. Polak - 	De toekomst is verleden tijd
- H. Baudet e.a. - 	Na Hitler en Hirosjima